# Рэйнер, Адам
А́дам Рэ́йнер (англ. Adam Rayner, род. 28 августа 1977, Шрусбери, Шропшир, Англия) — англо-американский актёр. Наиболее известен по роли Барри Аль-Файеда в телесериале «Тиран».

## Биография
Адам Рэйнер родился в семье британца и американки в Шрусбери в графстве Шропшир. Он имеет двойное гражданство — Великобритании и США. У Рэйнера есть брат по имени Мэттью, который старше его на шесть лет. Он окончил Даремский университет, где изучал английский язык, а также обучался актёрскому мастерству на двухлетних курсах Лондонской академии музыкального и драматического искусства.

## Личная жизнь
31 декабря 2015 года Рэйнер женился на актрисе Люси Браун. Их сын родился 28 декабря 2014 года.

## Избранная фильмография
| Год     | Название на русском        | Название на английском   | Роль                     | Примечания                                            |
| ------- | -------------------------- | ------------------------ | ------------------------ | ----------------------------------------------------- |
| 2006    | Линия красоты              | The Line of Beauty       | Рикки                    | Эпизод "To Whom Do You Beautifully Belong "           |
| 2006    | Любовь и другие катастрофы | Love and Other Disasters | Том                      |                                                       |
| 2007    | Желание мести              | Straightheads            | Яго                      |                                                       |
| 2008    | Доктор Кто                 | Doctor Who               | Роджер Карбишли          | Эпизод "Единорог и оса"                               |
| 2008–10 | Любовницы                  | Mistresses               | Доминик Монтгомери       | Постоянная роль; 16 эпизодов                          |
| 2010–11 | Сестра Готорн              | Hawthorne                | доктор Стив Шоу          | Постоянная роль; 20 эпизодов                          |
| 2010–13 | Миранда                    | Miranda                  | доктор Гейл              | Эпизоды "Je Regret Nothing" и "The Perfect Christmas" |
| 2011    | Dragon Age: Redemption     | Dragon Age: Redemption   | Каирн                    | Веб-сериал                                            |
| 2012    | Преследуемые               | Hunted                   | Эйдан Марш               | Главная роль; 8 эпизодов                              |
| 2014–16 | Тиран                      | Tyrant                   | Бассам «Барри» Аль-Файед | Главная роль; 32 эпизода                              |
| 2015    | Трейсеры                   | Tracers                  | Миллер                   |                                                       |